# Cranaphis indica
Cranaphis indica är en insektsart. Cranaphis indica ingår i släktet Cranaphis och familjen långrörsbladlöss. Inga underarter finns listade i Catalogue of Life.